# Kundala Valley Railway

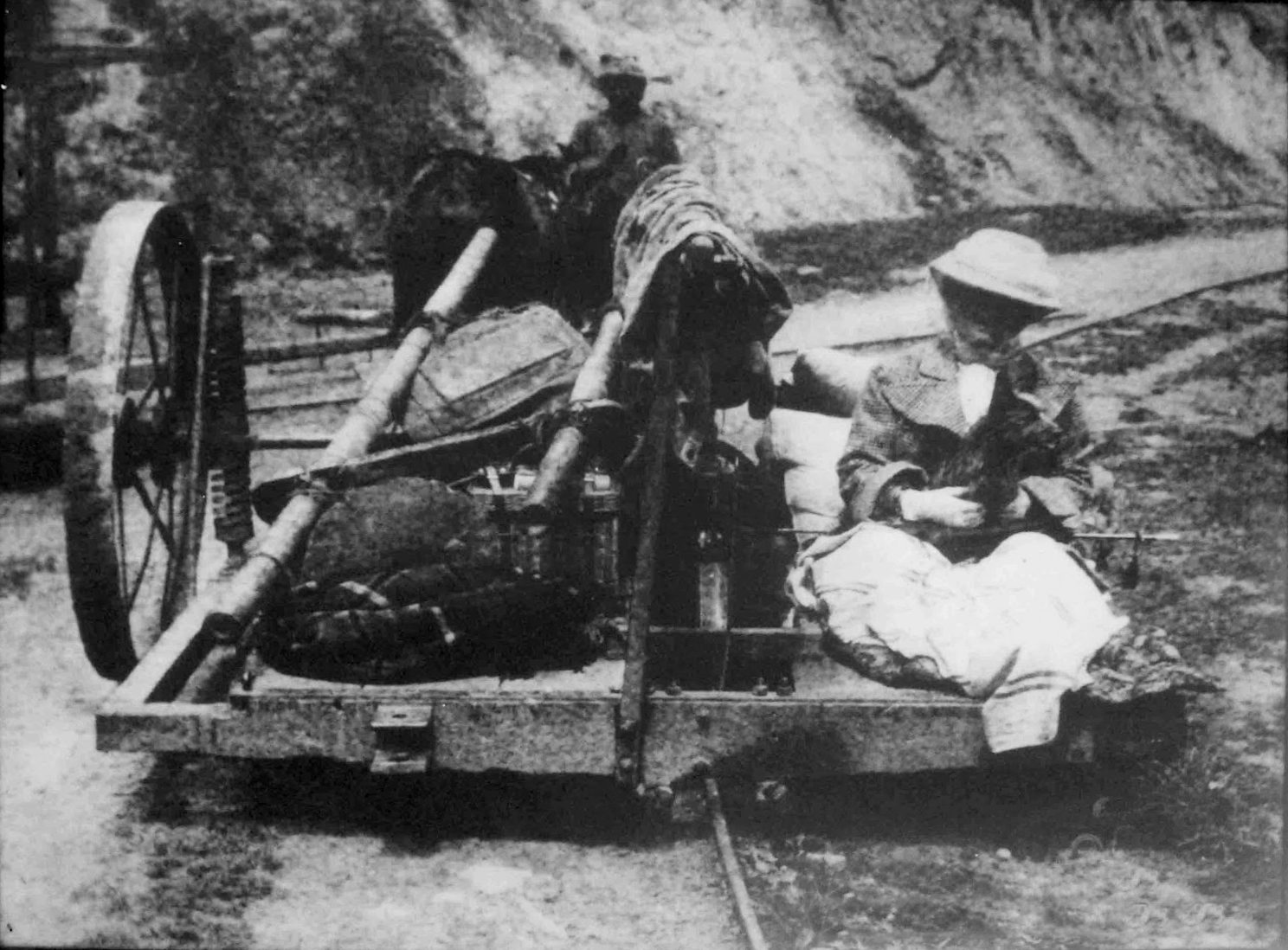
Kundala Valley Railway: Mrs. A.W. John auf der Einschienenbahn

Die Kundala Valley Railway bei Munnar in Kerala war die erste Einschienenbahn in Indien.

## Geschichte

### Einschienenbahn (1902–1908)

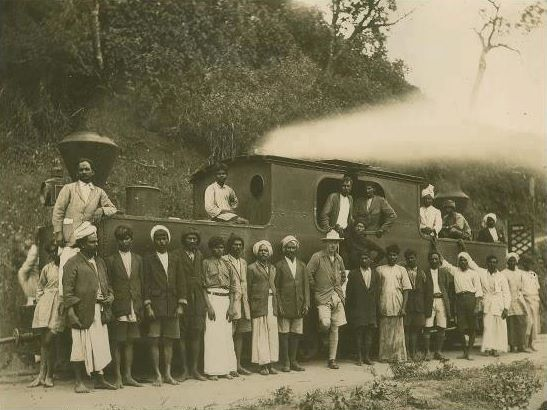
Der Ingenieur G. S. Gilles am Haltepunkt Munnar Blairgowrie

Die Kundala Valley Railway wurde 1902 gebaut und verkehrte zwischen Munnar und Top Station in den Kannan Devan Hills von Kerala, um Tee und andere Güter zu transportieren. Ein Feldweg für Ochsenkarren wurde 1902 angelegt und später durch eine Einschienenbahn ergänzt: Bei dieser nach dem Ewing-System errichteten Einschienenbahn wurde ein kleines Rad mit zwei Spurkränzen auf der Schiene geführt, während ein größeres Rad auf dem Feldweg fuhr, und somit die Balance hielt, ähnlich wie später bei den Patiala State Monorail Trainways. Die Wagons der Einschienenbahn wurden von Ochsen gezogen. Top Station war ein Umschlagbahnhof für die Lieferung von Tee von Munnar nach Bodinayakkanur. Teekisten kamen aus dem Kundala Valley zur Top Station und wurden von dort aus über eine 5 km lange Luftseilbahn bergab zur Bottom Station in Kottagudi (Tamil Nadu) transportiert. Von dort wurde der Tee auf Ochsenkarren die 15 km lange Strecke bis Bodinayakkanur transportiert, und dann per Eisenbahn in andere Städte von Indien oder nach England.

### Schmalspurbahn (1908–1924)
Die Einschienenbahn wurde 1908 durch eine Schmalspurbahn mit einer Spurweite von 610 mm (2 Fuß) ersetzt. Kleine Dampflokomotiven wurden eingesetzt, um Züge zwischen den Bahnhöfen von Madupatty und Palaar hin- und herzubewegen. Die Große Flut von 99 zerstörte im Jahr 1099 nach dem Malayalam-Kalender, d. h. im Jahr 1924, die Bahnlinie vollkommen, wonach sie nicht mehr aufgebaut wurde. Danach wurden Seilbahnen zum Transport des Tees eingesetzt.

### Überbleibsel
Das Bahnhofsgebäude der Munnar Railway steht nach wie vor und beherbergt das regionale Büro von Tata Tea. Die Schienen vor dem Gebäude wurden beim Straßenbau entfernt.
Die Aluminiumbrücke bei Munnar war einst nur eine Eisenbahnbrücke, wurde aber inzwischen für den Straßenverkehr freigegeben. Reste von Rädern, Schienen, Schwellen, Bahnhöfen gibt es noch an vielen Stellen der ehemaligen Eisenbahn, insbesondere bei der Top Station im District Theni von Tamil Nadu.